# San Antonio Farías
San Antonio Farías är en ort i Mexiko.   Den ligger i kommunen Tulancingo de Bravo och delstaten Hidalgo, i den sydöstra delen av landet, 110 km nordost om huvudstaden Mexico City. San Antonio Farías ligger 2 164 meter över havet och antalet invånare är 847.
Terrängen runt San Antonio Farías är kuperad söderut, men norrut är den platt. Runt San Antonio Farías är det tätbefolkat, med 476 invånare per kvadratkilometer. Närmaste större samhälle är Tulancingo, 3,3 km öster om San Antonio Farías. Omgivningarna runt San Antonio Farías är en mosaik av jordbruksmark och naturlig växtlighet.